# Amblygobius phalaena
Gobie à bandes
Espèce
Le Gobie à bandes (Amblygobius phalaena) est une espèce de poissons de la famille des gobiidés. On le nomme ainsi à cause des bandes verticales recouvrant son corps.
Sa taille maximale est de 15 cm.

## Répartition géographique
Le Gobie à bandes est originaire de l'ouest de l'océan Pacifique, mais sa distribution semblerait s'étendre dans la zone centrale de l'Indo-Pacifique.